# Försterstein (Hannover)

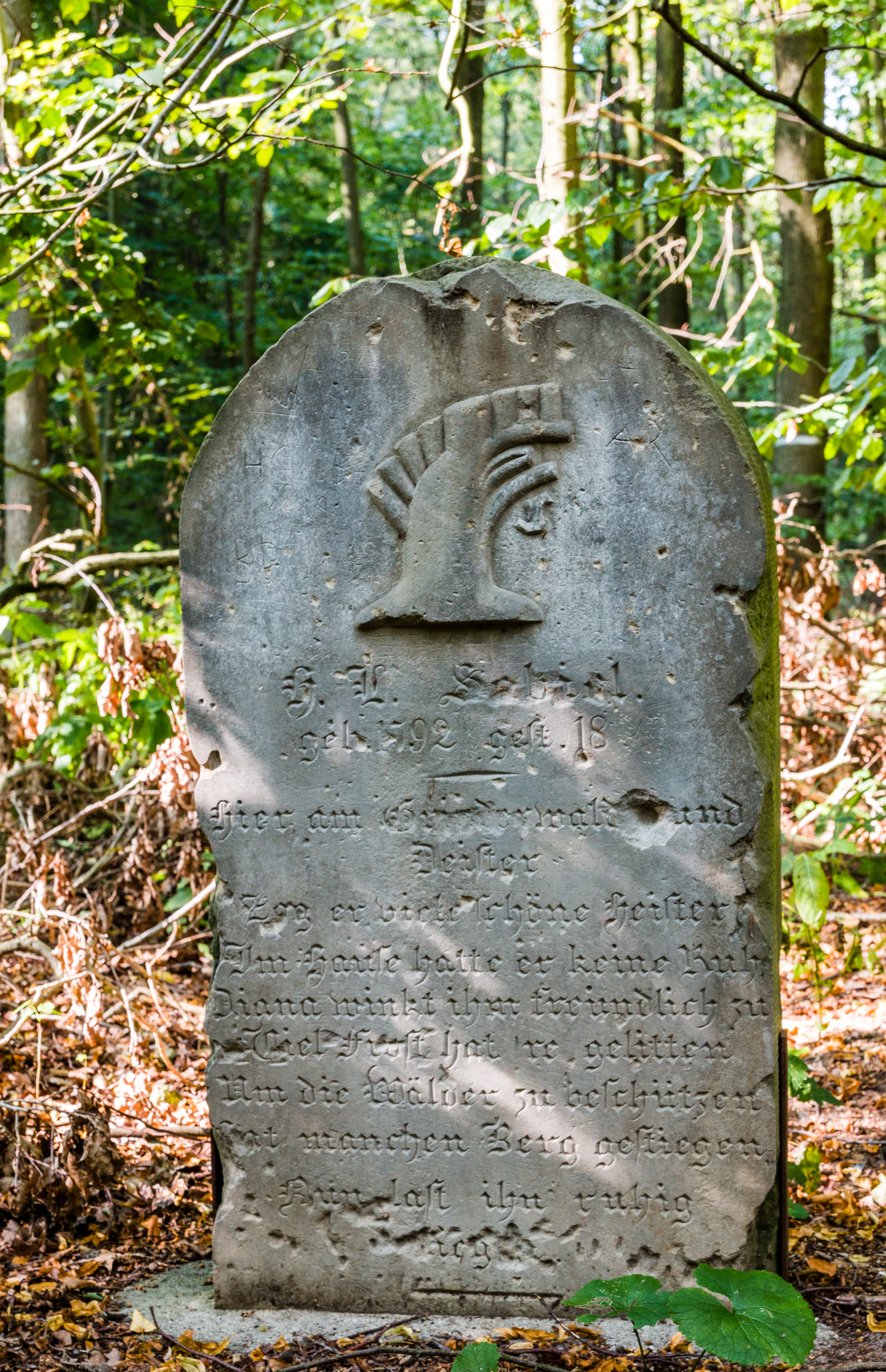
Der Försterstein im Bockmerholz

Der Försterstein in Hannover ist ein unter Denkmalschutz stehender Gedenkstein, den der Förster Heinrich Ludwig Sabiel (1792–1882) im 19. Jahrhundert für sich selbst aufstellen ließ. Sabiel ist hier allerdings nicht begraben, sondern auf dem Friedhof in Giften bei Sarstedt. Standort des Försterstein ist  Im Jagen 5 östlich des Schwarzen Weges, im Waldgebiet Bockmerholz südlich vom hannoverschen Ortsteil Wülferode.

## Inschrift
Der Stein trägt das Siegel der Sabiels. Dazu schreibt sein Bruder Johann Friedrich Christian Sabiel in der Familienchronik: 
„Merkwürdigerweise wurde von mir, als ich vom Vaterland durch ferne Meere getrennt in der Engl. Legion freiwillig und mein jüngerer Bruder gezwungen unter Bonaparte, also gegeneinander fechtend dienten, ohne voneinander was zu wissen, die abgebrochene Eiche mit dem Anfangsbuchstaben als Siegel gewählt, zu welchen ich den Glaubens- und Gesinnungs-Anker noch hinzu gefügt habe. Es ist dieserhalb von uns beschlossen: daß es unabänderliches Familiensiegel für uns und unsere Nachkommen sei.“ 
Der Anker fehlt auf dem Stein, das „S“ ist jedoch rechts des Baumes zu erkennen.
Die Inschrift auf dem Gedenkstein lautet:

„H. L. Sabiel / geb. 1792 gest. 18 / Hier am Grinderwald und / Deister / Zog er viele schöne Heister / Im Hause hatte er keine Ruh, / Diana winkt ihm freundlich zu / Viel Frost hat re gelitten / Um die Wälder zu beschützen / Hat manchen Berg gestiegen / Drin laßt ihn ruhig / liegen“